# قسم كبغيان الريفي (مقاطعة دنا)
قسم كبغيان الريفي (بالفارسية: دهستان کبگیان) هي قسم تقع في إيران في ناحية كبغيان. يقدر عدد سكانها بـ 6,533 نسمة .